# Рогалик (река)
Рога́лик (в верхнем течении — ба́лка Рога́лик) — река в Ростовской области России, правый приток реки Полной (бассейн Дона). Длина — 15 км. Площадь бассейна — 121 км².
На реке сооружены пруды.

## Течение
Река берёт начало у хутора Гернер Миллеровского района Ростовской области. Высота истока — 185 м над уровнем моря. Течёт на юго-юго-запад, и у слободы Рогалик впадает в реку Полную. Правый берег высокий, крутой, левый пологий. Левая часть бассейна больше чем правая, поэтому основные притоки-балки — левые.
Протекает по территории Миллеровского района Ростовской области.

## История
Река упоминается в Статистическом описании земли Донских Казаков, составленном в 1822—32 годах:

Речки, сообщающие воды Северскому Донцу: с левой стороны: 9) Деркуль, в который впадают Полная и Прогной; первая принимает в себя Рогалик, Нагольную, Камышную и Журавку.
— Глава III. Воды

## Населённые пункты
На реке расположены следующие населённые пункты:
- х. Гернер
- х. Ануфриевка
- сл. Рогалик

Также в бассейне реки расположен хутор Беляевск.

## Бассейн
- Рогалик
  - б. Мухина — (л)
  - б. Глубокая — (л)